# Landtagswahlkreis Wuppertal II
Der Landtagswahlkreis Wuppertal II (Organisationsziffer 33) ist einer von derzeit 128 Wahlkreisen in Nordrhein-Westfalen, die jeweils einen mit der einfachen Mehrheit direkt gewählten Abgeordneten in den Landtag entsenden.
Zum Wahlkreis 33 Wuppertal II gehört zur Landtagswahl 2022 der Wuppertaler Stadtbezirk Uellendahl-Katernberg, vom Stadtbezirk Elberfeld die Kommunalwahlbezirke 01 Elberfeld-Mitte, 02 Hombüchel, 03 Höchsten, 04 Ostersbaum und 05 Grifflenberg sowie vom Stadtbezirk Barmen die Kommunalwahlbezirke 52 Sedansberg-Rott, 54 Clausen-Hatzfeld und 55 Kothen-Lichtenplatz.

## Landtagswahl 2022
Wahlberechtigt zur Landtagswahl 2022 waren 85.253 Menschen, die Wahlbeteiligung lag bei 52,7 %.
| Direktkandidatinnen und Direktkandidaten | Erststimmen in % | Partei | Zweitstimmen in % |
| ---------------------------------------- | ---------------- | ------ | ----------------- |
| Dilek Engin                              | 31,2             | SPD    | 27,5              |
| Hans-Jörg Herhausen                      | 29,1             | CDU    | 29,0              |
| Marc Schulz                              | 20,9             | GRÜNE  | 21,8              |
| Alexandra Trachte                        | 4,8              | FDP    | 5,8               |
| Martin Liedtke-Bentlage                  | 5,0              | AfD    | 5,0               |
| Kai Merkel                               | 3,7              | LINKE  | 3,8               |
| Andere                                   | 5,4              | Übrige | 7,1               |

## Landtagswahl 2017
Wahlberechtigt zur Landtagswahl 2017 waren 90.878 Einwohner des Wahlkreises. Die Wahlbeteiligung lag bei 63,6 %.
| Direktkandidat           | Erststimmen in % | Partei  | Zweitstimmen in % |
| ------------------------ | ---------------- | ------- | ----------------- |
| Andreas Bialas           | 34,2             | SPD     | 31,7              |
| Hans-Jörg Herhausen      | 28,1             | CDU     | 25,8              |
| Jörg Heynkes             | 15,1             | GRÜNE   | 8,8               |
| Oliver Walgenbach        | 7,5              | FDP     | 12,8              |
| Jonathan-Benedict Hütter | 1,7              | PIRATEN | 1,3               |
| Petra Mahmoudi           | 7,2              | LINKE   | 8,0               |
| Hartmut Beucker          | 6,3              | AfD     | 7,5               |
| –                        | –                | Übrige  | 4,0               |

Der Wahlkreis wird im Landtag, wie bereits seit 2010, durch den direkt gewählten Abgeordneten Andreas Bialas (SPD) vertreten.

## Landtagswahl 2012
Wahlberechtigt zur Landtagswahl 2012 waren 90.595 Einwohner des Wahlkreises. Die Wahlbeteiligung lag bei 57,1 %.
| Direktkandidat    | Erststimmen in % | Partei  | Zweitstimmen in % |
| ----------------- | ---------------- | ------- | ----------------- |
| Andreas Bialas    | 47,0             | SPD     | 39,5              |
| Michael Wessel    | 24,0             | CDU     | 18,3              |
| Nadja Shafik      | 10,6             | GRÜNE   | 15,3              |
| Olaf Wegner       | 8,8              | PIRATEN | 8,3               |
| Oliver Walgenbach | 5,2              | FDP     | 9,4               |
| Bernhard Sander   | 4,4              | LINKE   | 4,4               |

## Landtagswahl 2010
Wahlberechtigt zur Landtagswahl 2010 waren 91.164 Einwohner des Wahlkreises. Die Wahlbeteiligung lag bei 57,4 %.
| Direktkandidat   | Erststimmen in % | Partei   | Zweitstimmen in % |
| ---------------- | ---------------- | -------- | ----------------- |
| Peter Brakelmann | 30,2             | CDU      | 27,2              |
| Andreas Bialas   | 40,9             | SPD      | 34,7              |
| Nadja Shafik     | 11,8             | GRÜNE    | 15,2              |
| Ralf Wegener     | 4,3              | FDP      | 6,3               |
| Frank Ipach      | 0,7              | NPD      | 0,6               |
| Bernhard Sander  | 7,9              | LINKE    | 8,8               |
| Volker Lieverkus | 0,8              | REP      | 0,6               |
| Olaf Wegner      | 1,8              | PIRATEN  | 2,1               |
| Marion Micklich  | 1,6              | pro NRW  | 1,9               |
| -                | -                | Sonstige | 2,6               |

## Landtagswahl 2005
Wahlberechtigt zur Landtagswahl 2005 waren 84.841 Einwohner des Wahlkreises.
Die Wahlbeteiligung lag bei 60,6 %.
Bei der Landtagswahl in Nordrhein-Westfalen 2005 am 22. Mai 2005 erreichten die im Wahlkreis angetretenen Parteien folgende Prozentzahlen der abgegebenen gültigen Stimmen:
CDU 38,6, SPD 37,6, Grüne 8,5, FDP 6,7, WASG 3,1, PDS 1,6, Graue 1,4, REP 1,1, NPD 1,1, ödp 0,3.
Direkt gewählter Abgeordneter des Wahlkreises Wuppertal II war 2005 Peter Brakelmann (CDU).
| Direktkandidat 2005 | Partei | 2005 Stimmen in % | 2000 Stimmen in % |
| ------------------- | ------ | ----------------- | ----------------- |
| Peter Brakelmann    | CDU    | 38,6              | 29,9              |
| Cornelia Tausch     | SPD    | 37,6              | 43,7              |
| Aline Wenderoth     | GRÜNE  | 8,5               | 10,2              |
| Ralf Wegener        | FDP    | 6,7               | 12,3              |
| Bernhard Sander     | WASG   | 3,1               | -                 |
| Peter Lischke       | PDS    | 1,6               | 2,0               |
| Melanie Gräfe       | GRAUE  | 1,4               | -                 |
| Wolfgang Schulze    | REP    | 1,1               | 1,5               |
| Martin Laus         | NPD    | 1,1               | -                 |
| Sarah Haßel-Reusing | ödp    | 0,3               | -                 |

## Geschichte
| Wahl | Wahlkreisname   | Gebiet    | Wahlkreissieger        |
| ---- | --------------- | --------- | ---------------------- |
| 2005 | 32 Wuppertal II | Wuppertal | Peter Brakelmann (CDU) |
| 2010 | 32 Wuppertal II | Wuppertal | Andreas Bialas (SPD)   |
| 2012 | 32 Wuppertal II | Wuppertal | Andreas Bialas (SPD)   |
| 2017 | 32 Wuppertal II | Wuppertal | Andreas Bialas (SPD)   |